# チャーターアームズ・アンダーカバー
チャーターアームズ・アンダーカバー（英: Charter Arms Undercover）はアメリカのチャーターアームズ（旧）社が開発した回転式拳銃である。

## 概要
アンダーカバーとは、警察の潜入捜査、囮捜査を意味しており、チャーターアームズ社製で初の回転式拳銃である。
弾薬は.38スペシャル弾を使用し、装弾数は5発であるが、同弾薬を使用し、装弾数も同様であるスミス&ウェッソン社製のS&W M36と比較すると銃身が若干長いにもかかわらず軽量である。シリンダーはシリンダーラッチを押し込む以外にも、エジェクターロッドを摘まんで前方に引く事でもスイングアウトが可能となっており、シリンダー自体も前後でロックする仕組みで安全性を確保している。フレームは上下分割式のソリッドな物で、耐久性にも優れている。
2019年現在、旧チャーターアームズ社は倒産したが、同じ社名を冠した別資本のチャーターアームズ社によって生産が行われており、旧モデルは銃身長が3インチで木製グリップを備え、エジェクターロッドが露出していたが、現行モデルでは銃身長が2インチでグリップはラバー製、エジェクターロッドを覆い保護するエジェクターロッドハウジングが追加されている

## 本銃が使用された著名な事件
- ジョージ・ウォレス暗殺未遂事件

1972年5月15日にメリーランド州ローレルのショッピングモール内にて起きた当時、第45代アラバマ州知事を務めていたジョージ・ウォレスが支持者に囲まれている中、銃撃された事件で、実行犯であるアーサー・ブレマーが本銃を使用した
銃撃されたジョージは、一命は取り留めたものの、下半身不随となる重傷を負った。
- ジョン・レノン殺害事件

1980年12月8日、ニューヨークで起きた当時、世界的な名声を得ていたイギリスのミュージシャン、ジョン・レノンがマーク・チャップマンによって銃殺された事件で、チャップマンが使用したのが本銃である。
チャップマンはこの時、銃本体には殺傷力の高いホローポイント弾を5発装填しており、ジョンが当時の自宅であったダコタ・ハウスの入口に現れた際、彼の背中に向けて約3mの距離から全弾発射し、内4発が命中したジョンは倒れ込み、警察のパトカーでルーズヴェルト病院に搬送されるも、複数の銃傷による出血性ショックのため間もなく死亡した。